# Rodney Strasser
Rodney Strasser (ur. 30 marca 1990 we Freetown) – sierraleoński piłkarz występujący na pozycji pomocnika w portugalskim klubie Gil Vicente.

## Kariera klubowa

### Początki
Rodney Strasser rozpoczął swoją karierę w klubie Kallon FC, z którego w 2007 roku przeszedł do Milanu. 21 grudnia 2008 zadebiutował w pierwszym zespole Milanu. Rozegrał ostatnie dziesięć minut w wygranym 5:1 spotkaniu Serie A przeciwko Udinese Calcio, a na boisku zastąpił Kachę Kaladze (chwilę po wejściu został ukarany żółtą kartką). Był to zarazem jego jedyny mecz w sezonie 2008/2009.
W kolejnym sezonie młody pomocnik pierwszy i jedyny mecz w lidze włoskiej rozegrał 22 listopada 2009. Milan pokonał wtedy Cagliari Calcio 4:3, a on pojawił się na boisku w 83. minucie, zastępując Alexandre Pato. Kilka miesięcy później Strasser wraz z zespołem primavery zdobył Młodzieżowy Puchar Włoch, pokonując w dwumeczu US Palermo.

### Sezon 2010/2011
Przed rozpoczęciem sezonu 2010/11 Milan ogłosił, że Genoa CFC nabyła połowę praw do karty zawodniczej Strassera. Stało się to w ramach rozliczenia za transfer Sokratisa Papastatopulosa. Jednakże ostatecznie Sierraleończyk pozostał w Mediolanie i został na stałe włączony do kadry pierwszego zespołu. 23 listopada zaliczył debiut w Lidze Mistrzów. W meczu 5. kolejki fazy grupowej z AJ Auxerre pojawił się na boisku w doliczonym czasie gry, zmieniając Gennaro Gattuso. Minutę po wejściu na plac gry ujrzał żółtą kartkę.
6 stycznia 2011, w 85. minucie spotkania 18. kolejki Serie A przeciwko Cagliari Calcio, po podaniu od Antonio Cassano, strzelił swoją pierwszą bramkę w barwach Milanu. Strasser pojawił się na boisku w 60. minucie, zmieniając Gennaro Gattuso, a gol ten zapewnił Rossonerim zwycięstwo 1:0 na boisku rywala. Był to zarazem jego drugi ligowy występ w sezonie, po którym powiedział: „Jestem niezwykle podekscytowany obecną sytuacją, bo zdobyłem swoją pierwszą bramkę w Serie A. To było bardzo ważne dla mnie, dla moich kolegów, trenera i całej drużyny. Najważniejsze, że wygraliśmy. Teraz czas myśleć o przyszłości bo to, że grałem i strzeliłem bramkę jest już przeszłością. Cały czas muszę poprawiać każdy element swojej gry. Trener mówi nam, że każdy ma możliwość zagrania w spotkaniu. Ja też dostałem swoją szansę i zdobyłem bramkę. Cały czas dojrzewam, słucham trenera i kolegów”. Dzień później dla stacji Milan Channel dodał: „W Milanie czuję się fantastycznie. Swój pierwszy mecz rozegrałem u Ancelottiego. Graliśmy przeciwko Udinese i wygraliśmy 5:1. Rok temu u Leonardo zagrałem z Cagliari, a w tym roku już wystąpiłem trzy razy, co jest bardzo ważne. Mister ufa nam młodym. Uczę się i dojrzewam, aby być gotowym na każdy mecz. Udinese to silny przeciwnik, ale zagramy u siebie. Musimy zdobyć trzy punkty. W niedzielę wróci Ibrahimović, więc miejmy nadzieję, że zwyciężymy”.
Trzy dni później, 9 stycznia, Strasser po raz pierwszy wystąpił od pierwszych minut w pierwszej drużynie, tworząc w środku pola trio wraz z Gennaro Gattuso i Clarencem Seedorfem przeciwko Udinese Calcio. Rozegrał pełne 90 minut, zaś jego drużyna zremisowała 4:4.
18 stycznia 2012 roku A.C. Milan oficjalnie ogłosił iż Rodney Strasser jest ponownie ich zawodnikiem.

### Sezon 2012/2013
25 stycznia 2013 roku Strasser został wypożyczony do Parma FC z możliwością wykupu.

## Kariera reprezentacyjna
5 września 2010 roku Strasser zadebiutował w dorosłej reprezentacji Sierra Leone. Stało się to w spotkaniu kwalifikacji Pucharu Narodów Afryki 2012 przeciwko reprezentacji Egiptu.

## Statystyki

### Klubowe
aktualne na dzień 13 kwietnia 2012
| Drużyna            | Sezon              | Liga    | Liga | Puchary krajowe | Puchary krajowe | Puchary europejskie1 | Puchary europejskie1 | Inne rozgrywki2 | Inne rozgrywki2 | Ogólnie | Ogólnie |
| Drużyna            | Sezon              | Występy | Gole | Występy         | Gole            | Występy              | Gole                 | Występy         | Gole            | Występy | Gole    |
| ------------------ | ------------------ | ------- | ---- | --------------- | --------------- | -------------------- | -------------------- | --------------- | --------------- | ------- | ------- |
| A.C. Milan         | 2008/09            | 1       | 0    | 0               | 0               | 0                    | 0                    | –               | –               | 1       | 0       |
| A.C. Milan         | 2009/10            | 1       | 0    | 0               | 0               | 0                    | 0                    | –               | –               | 1       | 0       |
| A.C. Milan         | 2010/11            | 3       | 1    | 0               | 0               | 2                    | 0                    | –               | –               | 5       | 1       |
| Lecce              | 2011/12            | 12      | 1    | 1               | 0               | –                    | –                    | –               | –               | 13      | 1       |
| A.C. Milan         | 2011/12            | 1       | 0    | 0               | 0               | 0                    | 0                    | –               | –               | 1       | 0       |
| Ogólnie w karierze | Ogólnie w karierze | 18      | 2    | 1               | 0               | 2                    | 0                    | 0               | 0               | 21      | 2       |

1Wliczają się Liga Mistrzów i Liga Europy.

2Do tej pory nie wystąpił w innych rozgrywkach.

### Reprezentacyjne
aktualne na dzień 13 kwietnia 2012
| Reprezentacja | Rok     | Występy | Gole |
| ------------- | ------- | ------- | ---- |
| Sierra Leone  | 2010    | 2       | 0    |
| Sierra Leone  | 2011    | 4       | 0    |
| Ogólnie       | Ogólnie | 2       | 0    |

## Sukcesy

### Primavera A.C. Milan
- Zwycięstwo
  - Młodzieżowy Puchar Włoch w piłce nożnej: 2010[5]

## Ciekawostki
We wrześniu 2010, po dołączeniu do drużyny Milanu Zlatana Ibrahimovicia doszło do incydentu pomiędzy napastnikiem a Rodneyem Strasserem. Podczas treningu drużyny przed meczem Ligi Mistrzów z AJ Auxerre Szwed kopnął młodszego pomocnika w plecy, co wychwyciły kamery obecne na stadionie. Informacja ta szybko rozniosła się po mediach na całym świecie, a prawdopodobną przyczyną tego zajścia jest wcześniejszy ostry faul sierraleońskiego gracza na Ibrahimoviciu.